# Carex medwedewii
Carex medwedewii là một loài thực vật có hoa trong họ Cói. Loài này được Leskov mô tả khoa học đầu tiên năm 1931.